# Vladimír Hadrava
Vladimír Hadrava (* 14. dubna 1944) je bývalý český fotbalový brankář.

## Fotbalová kariéra
V československé lize hrál za TŽ Třinec. Nastoupil v 57 ligových utkáních. Do Třince přišel v létě 1972 z TJ VŽKG.

## Ligová bilance
| Ročník                                   | Zápasy | Góly | Klub      |
| ---------------------------------------- | ------ | ---- | --------- |
| 1. československá fotbalová liga 1972/73 | 30     | 0    | TŽ Třinec |
| 1. československá fotbalová liga 1974/75 | 18     | 0    | TŽ Třinec |
| 1. československá fotbalová liga 1975/76 | 9      | 0    | TŽ Třinec |
| 2. československá fotbalová liga 1976/77 | -      | 0    | TŽ Třinec |
| Česká národní fotbalová liga 1977/78     | -      | 0    | TŽ Třinec |
| Česká národní fotbalová liga 1978/79     | -      | 0    | TŽ Třinec |
| CELKEM 1. liga                           | 57     | 0    |           |